# Rhabdomastix setigera
Rhabdomastix setigera là một loài ruồi trong họ Limoniidae. Chúng phân bố ở miền Tân bắc.